# Norman (pel·lícula de 2016)
Norman: l'home que ho aconseguia tot (títol original en anglès: Norman: The Moderate Rise and Tragic Fall of a New York Fixer) és una pel·lícula dramàtica i suspens israelià-americana de 2016 dirigida i escrita per Joseph Cedar. La pel·lícula és protagonitzada per Richard Gere i Lior Ashkenazi. La filmació va començar el 8 de febrer de 2015 a la ciutat de Nova York. La pel·lícula es va projectar el 2016 al Festival de Cinema de Telluride i al Festival Internacional de Cinema de Toronto. La pel·lícula està doblada al català.

## Argument
Norman Oppenheimer és un home de negocis que es fa amic d'un jove polític en un moment baix i solitari de la seva vida. Tres anys més tard, quan aquest polític esdevé un líder mundial influent, primer ministre israelià, la vida de Norman canvia dràsticament.

## Repartiment
- Richard Gere com Norman Oppenheimer[6]
- Lior Ashkenazi[7] com Micha Eshel
- Michael Sheen[8] com Philip Cohen
- Steve Buscemi com Rabbi Blumenthal
- Josh Charles[7] com Taub
- Charlotte Gainsbourg[8] com Alex Green
- Dan Stevens com Bill Kavish
- Hank Azaria com Srul Katz
- Isaach de Bankolé[7]